# Гаража (Отписани)
Гаража је друга епизода телевизијске серије „Отписани“, снимљене у продукцији Телевизије Београд и Централног филмског студија „Кошутњак“. Премијерно је приказана у Социјалистичкој Федеративној Републици Југославији 29. децембра 1974. године на Првом програму Телевизије Београд.
Ова епизода, као и претходна епизода „Болница“, спојене су и од њих је направљен филм „Отписани“. Филм је премијерно приказан 29. априла 1974. године и за разлику од серије, која је снимљена у црно-белој техници, он је у колору.

## Синопсис
Прле (Драган Николић) је у кафани, где ради Паја (Мики Манојловић) и од њега сазнаје да је Бобан (Жарко Радић) ухапшен после акције. Гестаповци Франк (Никола Јовановић) и Динст (Божидар Павићевић), обилазе затвор и одабирају петорицу затвореника које ће стрељати. Међу њима је и Бобан.
Тихи (Воја Брајовић) и Зрики (Чедомир Петровић) су у порушеној згради, која се налази преко пута централне немачке гараже. Они осматрају гаражу и разговарају о могућностима за саботажу. Испред гараже виде Лили (Радмила Теодоровић), бившу комшиницу Тихог, која је сада у вези са једним мајором Гестапоа. Тада долазе на идеју да Тихи преко ње дође до пропуснице за гаражу.
Милан (Раде Марковић) одлази до инжењера, који треба да припреме експлозив за извршавање диверзија, али при доласку испред њихове куће затиче амбулантна кола и гомилу света. У разговору са једним од окупљених сазнаје је да је дошло до незгоде у којој су инжењери тешко рањени. Полиција амбулантним колима одводи рањене инжењере.
Тихи од комшије сазнаје да су Немци тог јутра на Теразијама обесили петорицу стрељаних родољуба. Милан и остали чланови групе — Прле, Зрики и Миле (Владан Холец) — долазе код Тихог на шлеп где расправљају о насталој ситуацији. Они из новина сазнају да је један од петорице стрељаних Бобан. Тада доносе план да изврше диверзију у централној гаражи.
Милан, Тихи и Зрики расправљају са Скалетом (Слободан Алигрудић) око акције у гаражи. Он је најпре скептичан и предлаже им да изаберу неки мањи објекат, али се предомишља и на крају их охрабрује и говори да ће уколико успеју њихов подвиг бити објављен у Билтену Врховног штаба. Милан и Тихи се припремају за одлазак у ноћни бар, где планирају да се повежу са Лили, која тамо наступа као играчица.
За то време Прле и Зрики, обучени у немачке униформе, пресрећу једног немачког војника и убијају га. Потом седају у његов ауто и са његовом пропусницом улазе у немачки магацин, где краду динамит. После њеног наступа Милан и Тихи одлазе до гардеробе, где се сусрећу са Лили. Она се обрадује поновним сусретом са Тихим и позива их да буду њени гости. Током вечери им се придружује и њен вереник Франк (Никола Јовановић).
Тихи ујутру одлази до Лили и са њом разговара о Франку. Он је тада пита да му набави пропусницу за централну гаражу, правдајући се да се бави „црном берзом“. По добијању пропуснице Тихи, обучен у радничко одело, одлази у гаражу где разгледа распоред просторија и возила. Николи (Душан Перковић), шефу Специјалне полиције, звони телефон и он од свог човека међу илегалцима, кога назива „Бели“, сазнаје да ће бити извршена саботажа у једној од немачких гаража.
Чланови омладинске ударне групе се припремају за вечерњу акцију. Они канализационим одводом долазе до порушене зграде која се налази преко пута централне гараже. Шеф Никола је на састанку са осталим агентима Специјалне полиције и обавештава их да има информацију да ће доћи до саботаже у једној од немачких гаража. Они се тада одлучују да обиђу све немачке гараже у граду, а за почетак обиласка одређују централну гаражу.
Тихи се по завршетку радног времена у гаражи сакрива у једном тенку. У договорено време, он излази из тенка и савладава једног од стражара. Потом излази на задња врата и сече жицу на огради. Кроз отвор на огради улазе Зрики и Паја и почињу да постављају динамит у возила и по гаражи. За то време Прле и Миле су у срушеној згради, преко пута гараже; њима се придружују и тројица Дорћолаца које је комитет упутио као појачање.
Агенти Специјалне полиције долазе у контролу испред гараже. Прле и Миле су изненађени њиховим доласком и отварају ватру на њих. Пошто су чули пуцњаву Тихи, Зрики и Паја завршавају са постављањем експлозива и полако напуштају гаражу. У току обрачуна са агентима и немачким стражарима долази до експлозије у гаражи, што је члановима ударне групе знак да је акција успела и они се полако повлаче. Током сукоба погинула су двојица Дорћолаца, неколико агената и немачких војника, међу којима и Франк, Лилин вереник.
Чланови ударне групе се налазе у канализацији; док горе возила немачки војници врше потеру за њима.

## Историјска подлога
На крају ове, као и осталих епизода налази се натпис — Ова серија инспирисана је подвизима илегалаца у окупираном Београду. Лица и догађаји су измишљени. Свака сличност је случајна.
Као инспирација за ову епизоду послужили су догађаји из јула 1941. године, када је у Београду запаљено неколико немачких аутомобила и два граже - 25. јула омладинске ударне групе су извршиле пет диверзантских акција у којима је на различитим локацијама у граду извршено паљење немачких аутомобила у Кондиној улици, у Иванковачкој улици, испред хотела „Ројал“ у улици краља Петра, у Белгијској и Задарској улици; 26. јула поново је запаљен аутомобил у Кондиној улици; у ноћи 26/27. јула запаљена је бивша „Фордова“ гаража у Гробљанској улици (данас Рузвелтова улица); а 27. јула је запаљена бивша „Крајслерова“ гаража у Масариковој улици. Од ових акција, посебно се истиче паљење бивше „Фордове“ гараже у Гробљанској улици. Ову гаражу су узели Немци и претворили је у војну гаражу за своје потребе и у њој се налазио армијски аутомобилски парк. У пожару су уништена 23 аутомобила, док је већи број оштећен, страдала је и радионица за оправке, складиште резервних делова и већа количина нафте и бензина.
Поред овог догађаја, који је био главна инспирација, у епизоди „Гаража“, се помиње још неколико стварних догађаја, као што су вешање на Теразијама, петорице стрељаних родољуба из Бањичког логора, 16. августа 1941. године. Такође у епизоди се помиње и трагедија инжењера који су припремали експлозив, а у стварности су се догодиле две такве несреће. Прва се догодила 4. јула 1941, када је приликом припремања експлозивне направе за извршавање диверзантских акција, у стану Мате Видаковића, члана КПЈ и бившег шпанског борца, у Драгачевској улици бр. 17, дошло до експлозије. Том приликом Мате је тешко рањен — остао је без обе руке. Он је тада ухапшен и потом је стрељан у 15. августа селу Скела, код Обреновца. Заједно са њим у стану се тада налазила и Милица Шуваковић, али је она након експлозије успела да побегне из стана пре доласка полиције.
Друга слична несрећа догодила се у августу 1941. када је у Хаџи Милентијевој улици бр 68 у стану инжењера Ивана Перишића дошло до експлозије приликом припремања експлозивне направе за извршавање диверзантских акција. Том приликом теже су рањени Лазар Симић, члан КПЈ и бивши шпански борац, и његова супруга Рахела Барух. Они су били ухапшени и потом стрељани 4. октобра 1941. године у Јајинцима.

## Улоге
Списак глумаца и ликова који се појављују у епизоди „Гаража“:
| Глумац             | Улога         |
| ------------------ | ------------- |
| Драган Николић     | Прле          |
| Војислав Брајовић  | Тихи          |
| Предраг Манојловић | Паја          |
| Владан Холец       | Миле          |
| Чедомир Петровић   | Зрики         |
| Раде Марковић      | Милан         |
| Слободан Алигрудић | Скале         |
| Душан Перковић     | Никола        |
| Васа Пантелић      | Крста Мишић   |
| Радмила Теодоровић | Љиљана „Лили“ |
| Стево Жигон        | мајор Кригер  |
| Никола Јовановић   | мајор Франк   |
| Жарко Радић        | Бобан         |

| Глумац             | Улога          |
| ------------------ | -------------- |
| Цане Фирауновић    | Кениг          |
| Божидар Павићевић  | Динст          |
| Предраг Милинковић | Гојко          |
| Душан Вујиновић    | Лимар          |
| Раде Поповић       | Цинкарош       |
| Мило Мирановић     | Миличин отац   |
| Зорица Мирковић    | Милица         |
| Александар Митић   | Вођа патроле   |
| Мирослав Бијелић   | Бауер          |
| Мелита Бихали      | Фолксдојчерка  |
| Славица Стефановић | Марлен         |
| Дамјан Клашња      | Немачки официр |
| Слободан Алексић   | Стражар        |